# 極性効果
化学において、極性効果（きょくせいこうか、Polar effect）または、電子的効果（でんしてきこうか、electronic effect）とは、静電気力を修飾する置換基による、化学反応の中心となる効果のことである。極性効果を与えている主な効果は、誘起効果とメソメリー効果そして電界効果である。
総合的な置換基効果は極性効果だけでなく立体障害も影響する。

## 電子求引性基
電子求引性基（electron withdrawing group、EWG）は反応中心から電子を吸引する。この中心は電子密度の高いカルボアニオンやアルコキシドアニオンに対し安定効果を持つ。
- 主な電子求引基
  - ハロゲン
  - ニトリル
  - カルボン酸
  - カルボニル基

## 電子供与性基
電子供与性基（electron releasing group、ERG、electron donating groups、EDG）は電子が不足したカルボカチオンのような反応中心へ電子を供与する。
- 主な電子供与基
  - アルキル基
  - アルコール
  - アミノ基